# Diócesis de Joaçaba
La diócesis de Joaçaba (en latín: Dioecesis Ioassabensis y en portugués: Diocese de Joaçaba) es una circunscripción eclesiástica de la Iglesia católica en Brasil. Se trata de una diócesis latina, sufragánea de la arquidiócesis de Chapecó. Desde el 22 de diciembre de 2010 su obispo es Mário Marquez, de la Orden de los Hermanos Menores Capuchinos. 

## Territorio y organización
La diócesis tiene 10 284 km² y extiende su jurisdicción sobre los fieles católicos de rito latino residentes en 31 municipios del estado de Santa Catarina: Abdon Batista, Água Doce, Alto Bela Vista, Arabutã, Brunópolis, Campos Novos, Capinzal, Catanduvas, Concórdia, Erval Velho, Herval d'Oeste, Ibiam, Ibicaré, Ipira, Irani, Jaborá, Joaçaba, Lacerdópolis, Lindóia do Sul, Luzerna, Monte Carlo, Ouro, Passos Maia, Peritiba, Piratuba, Ponte Serrada, Presidente Castelo Branco, Tangará, Vargem, Vargem Bonita y Zortéa.
La sede de la diócesis se encuentra en la ciudad de Joaçaba, en donde se halla la Catedral de Santa Teresa del Niño Jesús.
En 2021 en la diócesis existían 25 parroquias.

## Historia
La diócesis fue erigida el 12 de junio de 1975 mediante la bula Quo aptius del papa Pablo VI, obteniendo el territorio de las diócesis de Caçador, Chapecó y Lages.
Originalmente sufragánea de la arquidiócesis de Florianópolis, el 5 de noviembre de 2024 pasó a formar parte de la provincia eclesiástica de Chapecó.

## Estadísticas
Según el Anuario Pontificio 2022 la diócesis tenía a fines de 2021 un total de 252 669 fieles bautizados.
| Año                                                                             | Población            | Población | Población      | Sacerdotes | Sacerdotes    | Sacerdotes    | Bautizados por sacerdote | Diáconos permanentes | Religiosos | Religiosos | Parroquias |
| Año                                                                             | Bautizados católicos | Total     | % de católicos | Total      | Clero secular | Clero regular | Bautizados por sacerdote | Diáconos permanentes | Varones    | Mujeres    | Parroquias |
| ------------------------------------------------------------------------------- | -------------------- | --------- | -------------- | ---------- | ------------- | ------------- | ------------------------ | -------------------- | ---------- | ---------- | ---------- |
| 1976                                                                            | 196 640              | 215 234   | 91.4           | 43         | 7             | 36            | 4573                     | 1                    | 50         | 170        | 26         |
| 1980                                                                            | 201 000              | 225 000   | 89.3           | 44         | 8             | 36            | 4568                     |                      | 57         | 124        | 23         |
| 1990                                                                            | 279 000              | 286 000   | 97.6           | 36         | 12            | 24            | 7750                     |                      | 38         | 72         | 22         |
| 1999                                                                            | 224 000              | 260 000   | 86.2           | 38         | 18            | 20            | 5894                     | 1                    | 28         | 53         | 24         |
| 2000                                                                            | 227 000              | 264 000   | 86.0           | 39         | 17            | 22            | 5820                     | 1                    | 32         | 50         | 24         |
| 2001                                                                            | 242 050              | 295 522   | 81.9           | 40         | 18            | 22            | 6051                     | 1                    | 43         | 42         | 24         |
| 2002                                                                            | 242 050              | 295 522   | 81.9           | 36         | 18            | 18            | 6723                     | 1                    | 39         | 42         | 24         |
| 2003                                                                            | 242 050              | 295 522   | 81.9           | 40         | 19            | 21            | 6051                     | 1                    | 22         | 42         | 24         |
| 2004                                                                            | 242 050              | 295 522   | 81.9           | 40         | 19            | 21            | 6051                     | 1                    | 42         | 42         | 24         |
| 2006                                                                            | 225 000              | 310 000   | 72.6           | 38         | 20            | 18            | 5921                     | 1                    | 32         | 30         | 24         |
| 2013                                                                            | 256 000              | 342 000   | 74.9           | 42         | 23            | 19            | 6095                     |                      | 28         | 38         | 25         |
| 2016                                                                            | 246 680              | 315 000   | 78.3           | 42         | 22            | 20            | 5873                     |                      | 24         | 38         | 25         |
| 2019                                                                            | 250 900              | 322 600   | 77.8           | 38         | 22            | 16            | 6602                     |                      | 16         | 30         | 25         |
| 2021                                                                            | 252 669              | 321 964   | 78.5           | 36         | 20            | 16            | 7018                     |                      | 16         | 41         | 25         |
| Fuente: Catholic-Hierarchy, que a su vez toma los datos del Anuario Pontificio. |                      |           |                |            |               |               |                          |                      |            |            |            |

## Episcopologio
- Henrique Müller, O.F.M. † (27 de junio de 1975-17 de marzo de 1999 retirado)
- Osório Bebber, O.F.M.Cap. † (17 de marzo de 1999-9 de abril de 2003 renunció)
- Walmir Alberto Valle, I.M.C. † (9 de abril de 2003 por sucesión-14 de abril de 2010 renunció)
- Mário Marquez, O.F.M.Cap., desde el 22 de diciembre de 2010